# 209형 잠수함
독일의 209급 디젤 잠수함은 1960년대 말부터 21세기 초반까지 세계에서 가장 인기있는 수출용 잠수함이었다.
1967년 킬의 Howaldtswerke 조선소는 대략 1,000톤급의 잠수함 4척을 그리스 왕립해군에 공급하기로 계약을 체결했다. 그 계약은 독일 국방성이 209급이라고 이름붙인 후 첫 계약이었고, 209급은 가장 많이 건조된 서방의 비원자력 잠수함급이 되었다.
1970년대 초기까지, 많은 나라의 해군이 그들이 보유한 제2차 세계 대전 당시 잠수함을 교체하려고 했다. 1969년 아르헨티나, 1970년 페루와 콜롬비아, 1971년 터키, 1972년 베네수엘라, 1974년 에콰도르에서 주문을 해왔다.
이 잠수함의 처음 설계는 독일 연방방위군 해군의 설계에 기초한 것이었다.
단일 선체 방식은 간단하게 다음과 같이 요약된다.(The single hull construction was simply laid out.) 즉, 장교는 잠망경 위치에 서서 함수부의 어뢰관부터 함미부의 엔진실까지 한번에 전체 잠수함을 볼 수 있다. 단일 갑판(single deck)의 아래에 있는 큰 축전지실은 총 배수량의 25% 가량의 무게를 차지한다.
저속 5,000마력 (3.7 MW) 전기모터는 (감속 기어 없이) 직접적으로 축에 부착되어 있고, 배를 20노트(시속 37km)이상의 속도를 낼 수 있게 한다.
디자인은 보다 더 다양한 미션에 적합하기 위해서 점점 개선되었다. 처음에는 흡입식 디젤엔진이었던 추진시스템은 현저하게 성능이 향상된 과급 엔진으로 바뀌었다. 캐리비안이나 동남아시아의 바다에서 작전을 포함하는 미션 프로파일을 주문받으면서, 잠수함은 승무원과 전자장비를 위해서 적합한 에어컨 설비의 개발과 설치가 필요하게 되었다.
고객들의 다양한 요구으로 잠수함은 최초 설계 당시 1천톤 배수량에서 대략 50%까지 증가하였다. 늘어난 크기와 공간은 항해거리 증대, 선실의 크기, 더 많은 전자장비, 그리고 몇몇 경우에는 잠항심도 증가에 필요했다.
배터리는 저출력과 고출력 사용에서 성능이 향상되었다. 그래서 선체크기와 배수량의 증가에도 불구하고 수중항해거리(submerged range:배터리만 사용한 최대 항해거리)와 최대속도를 그대로 유지할 수 있게 되었다.
209급의 다양한 변형은 배수량으로 구분된다.
한국 해군용 209급 잠수함은 현재 총 9척이 3개 전대로 운용 중이며, 여기에 새로운 214급 잠수함 3척이 추가되어 209형 3척과 214급 1척으로 1개 전대를 구성하게 될 예정이다.

## 장보고급 잠수함
대한민국은 1993년도부터 9척의 잠수함을 도입하였다.
- 장보고함 (SS-061) - 1993년 취역 독일 HDW
  - 림팩 2004에서 미국 존 스테니스 항공모함을 포함한 가상적 수상함 전원을 어뢰공격하여 격침하고 한 번도 탐지되지 않음.
  - 림팩 2004에서 가상적 함정 중 오직 LA급 잠수함 2척만 공격 못함
- 이천함 (SS-062) - 1994년 취역 대우조선해양
- 최무선함 (SS-063) - 1996년 취역 대우조선해양
- 박위함 (SS-065) - 1995년 6월 취역 대우조선해양
  - 림팩 2000에서 11척 9만 6천톤을 가상 격침.
  - 림팩 2000에서 유일하게 최후까지 생존.
  - 림팩 2000에서 한국 해군 잠수함 최장 항해 기록. 진해에서 하와이까지 왕복 30,000 km를 항해.
- 이종무함 (SS-066) - 1998년 취역 대우조선해양
  - 림팩 98에 한국 잠수함 최초로 참가하여 총 13척 15만 톤의 함정을 가상 격침
  - 한국 잠수함 유일한 피탐지 기록. 가상적 P-3C 오라이온에 5분간 탐지되었다 도주하여 공격받지는 않음.
- 정운함 (SS-067) - 1998년 취역 대우조선해양
- 이순신함 (SS-068) - 1999년 취역 대우조선해양. 하푼 미사일 발사가능
- 나대용함 (SS-069) - 2000년 12월 취역 대우조선해양. 하푼 미사일 발사가능
  - 림팩 2002에 참가하여 총 10척 10만 톤의 함정을 가상 격침.
  - 림팩 2002에서 해군 최초로 하푼 잠대함 미사일을 발사하여 60km 떨어진 곳에 있는 목표물을 명중.
- 이억기함 (SS-071) - 2000년 취역 대우조선소. 하푼 미사일 발사가능

## 사용국가
- 그리스 (209급/1100형 4척, 209급/1200형 4척)
- 아르헨티나 (209급/1200형 2척)
- 페루 (209급/1200형 6척)
- 콜롬비아 (209급/1200형 2척)
- 튀르키예 (209급/1200형 6척, 209급/1400형 6척)
- 베네수엘라 (209급/1300형 2척)
- 에콰도르 (209급/1300형 2척)
- 인도네시아 (209급/1300형 2척)
- 칠레 (209급/1400형 2척)
- 인도 (209급/1500형 4척)
- 브라질 (209급/1400형 5척)
- 대한민국 (209급/1200형 9척)
- 남아프리카 공화국 (209급/1400형 척)
- 포르투갈

## 함정

### 국가별 운용 현황
| 국가명            | 타입    | 함 번호 | 이름          | 건조 착수일     | 진수일           | 취역일           |
| ----------------- | ------- | ------- | ------------- | --------------- | ---------------- | ---------------- |
| 그리스            | T.1100  | S 110   | Glaukos       |                 |                  | 1971년           |
| 그리스            | T.1100  | S 111   | Nireus        |                 |                  | 1972년           |
| 그리스            | T.1100  | S 112   | Triton        |                 |                  | 1972년           |
| 그리스            | T.1100  | S 113   | Proteus       |                 |                  | 1972년           |
| 아르헨티나        | T.1200  | S 31    | Salta         |                 |                  | 1974년           |
| 아르헨티나        | T.1200  | S 32    | San Luis      |                 |                  | 1974년           |
| 페루              | T.1200  | S 45    | Islay         |                 |                  | 1974년           |
| 페루              | T.1200  | S 46    | Arica         |                 |                  | 1975년           |
| 콜롬비아          | T.1200  | SS 28   | Pijao         |                 |                  | 1975년           |
| 콜롬비아          | T.1200  | SS 29   | Tayrona       |                 |                  | 1975년           |
| 터키              | T.1200  | S 347   | Atilay        |                 | 1974년 9월 23일  | 1976년 3월 12일  |
| 터키              | T.1200  | S 348   | Saldiray      |                 | 1975년 2월 14일  | 1977년 1월 15일  |
| 베네수엘라        | T.1300  | S 31    | Sabalo        |                 |                  | 1976년           |
| 베네수엘라        | T.1300  | S 32    | Caribe        |                 |                  | 1977년           |
| 에콰도르          | T.1300  | S 11    | Shyri         |                 |                  | 1977년           |
| 에콰도르          | T.1300  | S 12    | Huancavilca   |                 |                  | 1978년           |
| 터키              | T.1200  | S 349   | Batiray       |                 | 1977년 9월 24일  | 1978년 11월 7일  |
| 그리스            | T.1200  | S 116   | Poseidon      |                 |                  | 1979년           |
| 그리스            | T.1200  | S 117   | Amfitriti     |                 |                  | 1979년           |
| 그리스            | T.1200  | S 118   | Okeanos       |                 |                  | 1979년           |
| 그리스            | T.1200  | S 119   | Pontos        |                 |                  | 1980년           |
| 페루              | T.1200  | S 32    | Casma         |                 |                  | 1980년           |
| 터키              | T.1200  | S 350   | Yildiray      |                 | 1979년 7월 20일  | 1981년 6월 20일  |
| 페루              | T.1200  | S 33    | Antofagasta   |                 |                  | 1981년           |
| 인도네시아        | T.1300  | 401     | Cakra         |                 |                  | 1981년           |
| 인도네시아        | T.1300  | 402     | Nanggala      |                 |                  | 1981             |
| 페루              | T.1200  | S 35    | Chipana       |                 |                  | 1982             |
| 페루              | T.1200  | S 34    | Pisagua       |                 |                  | 1983             |
| 터키              | T.1200  | S 351   | Doganay       |                 | 1983년 11월 20일 | 1984년 11월 16일 |
| 칠레              | T.1400  | S 20    | Thomson       |                 |                  | 1984년           |
| 칠레              | T.1400  | S 21    | Simpson       |                 |                  | 1984년           |
| 인도              | T.1500  | S 44    | Shishhumar    |                 |                  | 1986년           |
| 인도              | T.1500  | S 45    | Shankush      |                 |                  | 1986년           |
| 브라질            | T.1400  | S 32    | Timbira       |                 |                  | 1986년           |
| 브라질            | T.1400  | S 30    | Tupi          | 1985년 3월 8일  | 1987년 4월 28일  | 1989년 5월 6일   |
| 브라질            | T.1400  | S 31    | Tamoio        | 1986년 7월 15일 | 1993년 11월 18일 | 1994년 12월 12일 |
| 터키              | T.1200  | S 352   | Dolunay       |                 | 1988년 7월 22일  | 1989년 7월 29일  |
| 브라질            | T.1400  | S 32    | Timbira       | 1897년 9월 15일 | 1996년 1월 5일   | 1996년 12월 16일 |
| 대한민국          | T.1200  | SS061   | 장보고함      |                 |                  | 1992년           |
| 인도              | T.1500  | S 46    | Shakli        |                 |                  | 1992년           |
| 대한민국          | T.1200  | SS062   | 이천함        |                 |                  | 1994년           |
| 터키              | T.1400  | S 353   | Preveze       |                 | 1993년 10월 22일 | 1994년 7월 28일  |
| 인도              | T.1500  | S 47    | Shankul       |                 |                  | 1994년           |
| 대한민국          | T.1200  | SS063   | 최무선함      |                 |                  | 1995년           |
| 터키              | T.1400  | S 354   | Sakarya       |                 | 1994년 7월 28일  | 1995년 9월 23일  |
| 대한민국          | T.1200  | SS065   | 박위함        |                 |                  | 1995년           |
| 대한민국          | T.1200  | SS066   | 이종무함      |                 |                  | 1996년           |
| 대한민국          | T.1200  | SS067   | 정운함        |                 |                  | 1997년           |
| 터키              | T.1400  | S 355   | 18 Mart       |                 | 1997년 8월 25일  | 1998년 6월 28일  |
| 터키              | T.1400  | S 356   | Anafartalar   |                 | 1998년 9월 1일   | 1999년 7월 24일  |
| 브라질            | T.1400  | S 33    | Tabajos       | 1996년 3월 6일  | 1998년 6월 5일   | 1999년 11월 16일 |
| 대한민국          | T.1200  | SS068   | 이순신함      |                 |                  | 2000년           |
| 대한민국          | T.1200  | SS069   | 나대용함      |                 |                  | 2000년           |
| 대한민국          | T.1200  | SS071   | 이억기함      |                 |                  | 2001년           |
| 터키              | T.1400  | S 357   | Gur           |                 | 2002년 5월       | 2005년           |
| 터키              | T.1400  | S 358   | Canakkale     |                 | 2002년 8월       | 2005년           |
| 터키              | T.1400  | S 359   | Burak Reis    |                 |                  | 2005년           |
| 남아프리카        | T.1400M | S 101   |               |                 | 2004년 6월 15일  | 2005년 11월 3일  |
| 브라질            | T.1400  | S 34    | Tikuna        | 1996년 6월 11일 | 2005년 3월 9일   | 2006년           |
| 터키              | T.1400  | S 360   | Birinci Inonu |                 |                  | 2006년           |
| 남아프리카 공화국 | T.1400M | S 102   |               |                 | 2005년 5월 4일   | 2006년           |
| 남아프리카 공화국 | T.1400M | S 103   |               |                 |                  | 2007년           |
| 포르투갈          |         |         |               |                 |                  | 2009년           |

### 일반 특성
| 타입:                   | 209/1100                                                               | 209/1200                                                               | 209/1400                                                               |
| 수상 배수량:            | 1,105 tons                                                             | 1,180 tons                                                             | 1,454 tons                                                             |
| 수중 배수량:            | 1,230 tons                                                             | 1,290 tons                                                             | 1,586 tons                                                             |
| 길이:                   | 54.4 m                                                                 | 55.9 m                                                                 | 62 m                                                                   |
| 선체 직경:              | 6.2 m                                                                  | 6.2 m                                                                  | 6.2 m                                                                  |
| 엔진 출력:              | 1,760 kW                                                               | 1,760 kW                                                               | 2,800 kW                                                               |
| 수상 속도:              | 11 knot (20 km/h)                                                      | 11 knot (20 km/h)                                                      | 15 knot (28 km/h)                                                      |
| 수 중 속도:             | 21.5 knot (40 km/h)                                                    | 21.5 knot (40 km/h)                                                    | 22 knot (41 km/h)                                                      |
| 어뢰:                   | 14                                                                     | 14                                                                     | 14                                                                     |
| 승무원:                 | 31                                                                     | 33                                                                     | 30                                                                     |
| 어뢰관:                 | 8×553mm                                                                | 8×553mm                                                                | 8×553mm                                                                |
| 수 중 항속거리(배터리): | 20 nm (37 km) at 20 knot (37 km/h), 400 nm (740 km) at 4 knot (7 km/h) | 20 nm (37 km) at 20 knot (37 km/h), 400 nm (740 km) at 4 knot (7 km/h) | 20 nm (37 km) at 20 knot (37 km/h), 400 nm (740 km) at 4 knot (7 km/h) |
| 스노클 사용시 항속거리: | 8,000 nm (15,000 km) at 10 knot (19 km/h)                              | 8,000 nm (15,000 km) at 10 knot (19 km/h)                              | 8,000 nm (15,000 km) at 10 knot (19 km/h)                              |
| 수상 항속거리:          | 10,000 nm (19,000 km) at 10 knot (19 km/h)                             | 10,000 nm (19,000 km) at 10 knot (19 km/h)                             | 10,000 nm (19,000 km) at 10 knot (19 km/h)                             |
| 최대작전시간:           | 50 일                                                                  | 50 일                                                                  | 50 일                                                                  |
| 최대 잠수심도:          | 500 m                                                                  | 500 m                                                                  | 500 m                                                                  |

## 운용국가
- 아르헨티나
- 브라질
- 칠레
- 콜롬비아
- 에콰도르
- 그리스
- 인도
- 인도네시아
- 대한민국
- 페루
- 남아프리카 공화국
- 튀르키예
- 베네수엘라

## 비교되는 잠수함
- 214급 잠수함 - 한국의 수중배수량 1800톤급 디젤 잠수함
- 로미오급 잠수함 - 소련의 수중배수량 1700톤급 디젤 잠수함. 북한 디젤 잠수함 세력의 주축이다.
- 쑹급 잠수함 - 중국의 수중배수량 2200톤급 디젤 잠수함. 로미오급을 개량한 것이다. 중국 디젤 잠수함 세력의 주축이다.
- 오야시오급 잠수함 - 일본의 수중배수량 4000톤급 디젤 잠수함. 일본 디젤 잠수함 세력의 주축이다.

## 같이 보기
- 돌핀급 잠수함 209급을 많이 개조한, 이스라엘의 핵미사일 탑재 디젤 잠수함이다